# آرتسیا (راه‌آهن)

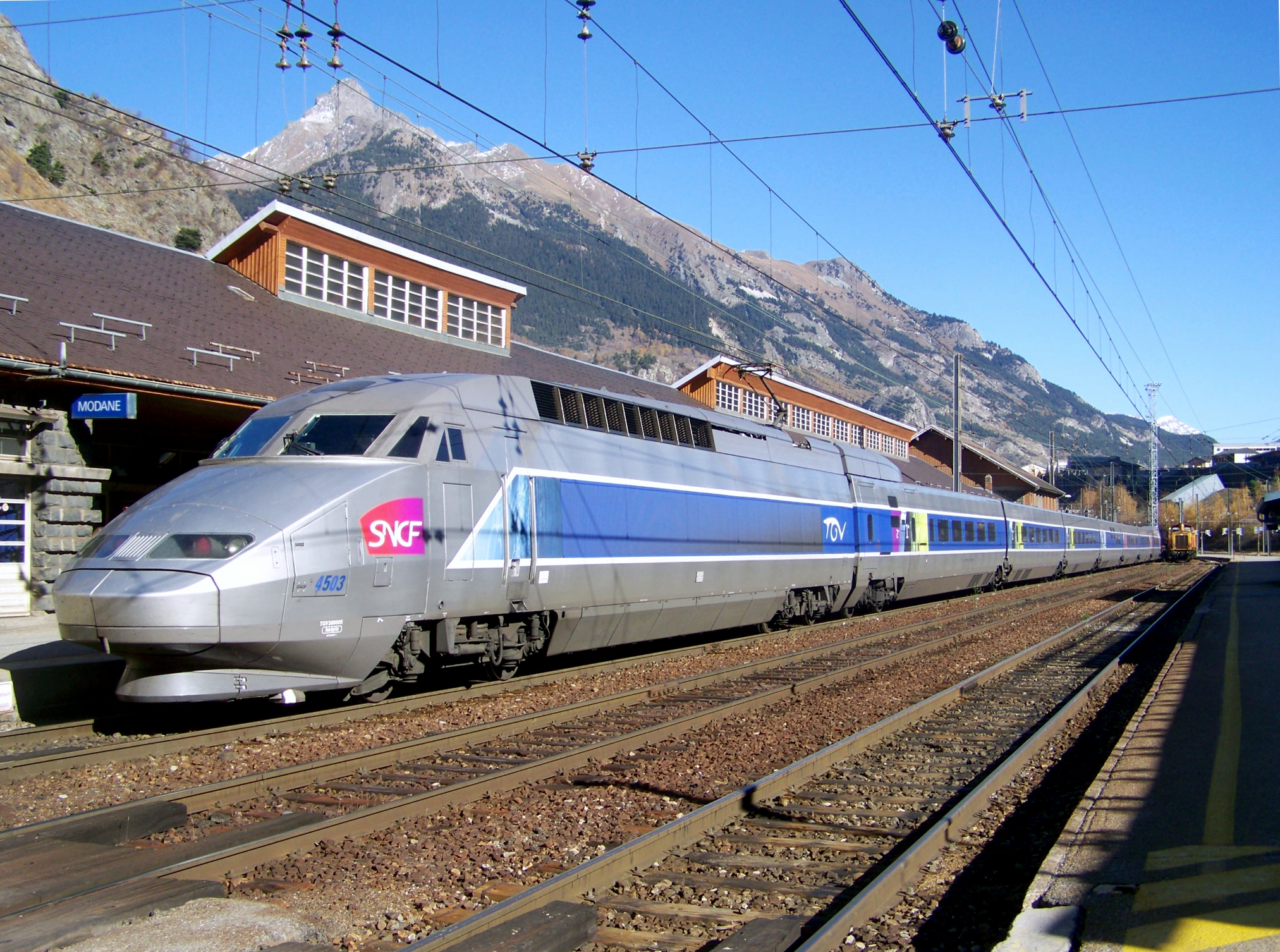
منظره یک TGV فرانسوی که از پاریس عازم میلانو است و ایستگاه Modane در Savoie توقف کرده است.

تی‌جی‌وی آرتسیا (به انگلیسی: TGV Artesia) یک برند خدمات و سرمایه‌گذاری مشترک بین فرانسه و ایتالیا از سال ۱۹۹۵ تا ۲۰۱۱ است.
قطارها توسط ترن‌ ایتالیا و شرکت ملی راه‌آهن فرانسه در دو کشور فعال بودند. خدمات بار و رستوران نیز توسط شرکت Cremonini اداره می‌شد. بین سال‌های ۲۰۰۷ و ۲۰۱۱، مسیرها شامل خدمات بین ایستگاه لیون و پاریس-برسی به تورین، میلان، ونیز، فلورانس، رم و شهرهای میانی می‌شدند. خدمات به میلان از طریق دیژون (خط Vallorbe-Simplon) و لیون/تورین انجام می‌شد، در حالی که ونیز، فلورانس و رم فقط از طریق دیژون ارائه می شدند. قطارهایی که از دیژون عبور می کردند، قطارهای شب بودند. آنهایی که از لیون و تورین سفر می کردند قطارهای روزانه بودند.